# Synnöve Bellander
Synnöve Augusta Bellander, född Carlbom den 7 december 1896 i Ragunda, Jämtlands län, död den 14 september 1980 i Engelbrekts församling i Stockholm, var en svensk journalist. 
År 1915 avlade hon studentexamen vid Uppsala högre allmänna läroverk och filosofie kandidatexamen avlade hon vid Stockholms högskola 1929. Medarbetare i Svenska Dagbladet blev Bellander 1930, med signaturer som "Bell" och "Portia". Hon var även ledamot i styrelsen för Svenska husmodersföreningen riksförbundet, i Fredrika Bremerförbundets Stockholmskrets, Sällskapet Nya Idun, Sveriges kvinnors nationalförbund.
Synnöve Bellander var dotter till kyrkoherden August Carlbom och Agnes Smith. Hon var gift med jägmästaren Sixten Bellander (1891–1982). De fick tre barn, bland dem överläkaren Simone Löfvenberg och fotografen Sten Didrik Bellander. Makarna Bellander är gravsatta i minneslunden på Norra begravningsplatsen utanför Stockholm.